# ハサン・アル＝バンナー

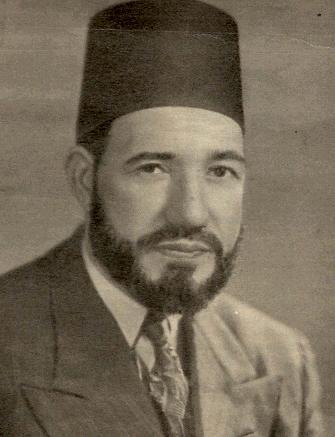
ハサン・アル＝バンナー

ハサン・アル＝バンナー （アラビア語: حسن البنا, 英語: Hassan al-Banna, 1906年10月14日 - 1949年2月12日）は、エジプトの教育者、イマーム、そして20世紀最大のスンナ派のイスラム復興運動組織・ムスリム同胞団の創設者。

## 人物
バンナーは1906年、カイロ北方のブハイラ県のマホムディヤ（Mahmoudiya）で生まれた。バンナーの父親は地元のイマームでありマスジドのマドラサでハンバル派の教師をしていた。またムスリムの伝統に関しての著述を行う一方、腕時計や蓄音機を修理する店を経営していた。生活は豊かとはいえず、一家は1924年にカイロに移った。バンナーは12歳でスーフィズムの教団に出入りするようになり、1919年、イギリスの支配に対する反英独立運動が巻き上がるとバンナーもそれに参加した。
バンナーが「イスラームのために奉仕するムスリムの同胞たち」としてムスリム同胞団を立ち上げたのは1928年3月とされる。当初はバンナー自身が加入していたような当時他に数多く誕生していた慈善活動や信仰のための小さな集まりと変わらなかった。しかし急速に広まり、1932年にカイロに本部を移すと会員が50万人を数えるまでになった。エジプト以外にも支持者は広がった。ムスリム同胞団の運動は1940年代に隆盛したがバンナーの卓越した組織力に負うところが大きい。例えばバンナーの出身地に程近いイスマイリアではバンナーはカフェの中でも説教を行った。またバンナーは人々に受け入れ易いようにその主張を修正していった。一方で、スエズ運河会社の外国人社員やイギリス兵士などからあからさまな敵視を受けた。
バンナーは憲法の制定や草の根の運動を通じてエジプト社会に変革を起こそうと試みた。その際、エジプトの既存の社会を破壊することではなく、農民や労働者の中にある価値観を生かそうとしたのが同胞団の成功の理由とされる。同胞団は数多くの医院や学校を設立した。
1948年から1949年にかけてムスリム同胞団はパレスチナ戦争に義勇兵を送った。この頃、同胞団とエジプト王国の立憲君主制体の間の抗争が激化する。同胞団への人々の人気・支持が上がるにつれて、同胞団がクーデターを画策しているとの噂が広まった。1948年12月、同胞団は首相のヌクラーシー・パシャによって解散を命じられ同胞団の資産は押収された。同胞団のメンバーが数十人と投獄された。同月28日、ヌクラーシー・パシャは同胞団のメンバーによって暗殺された。バンナーは直ちに「テロはイスラムの教えに背く行為だ」と暗殺行為を非難する。しかし翌年の2月12日、バンナーは義弟とともにカイロで暗殺された。政府側の人物との交渉が設定され、バンナーは義弟とともに出掛けたが、相手が現れず帰宅しようとタクシーを待っているところを2人組の男に射殺されたのだった。
末弟は思想家・著作家のガマール・アル＝バンナー（1920年 - 2013年）。オックスフォード大学のイスラム神学者で作家、テレビパーソナリティのターリク・ラマダーンはバンナーの孫である。